# Hanna Alström
Hanna Carolina Alström (ur. 5 marca 1981 r. w Sztokholmie) – szwedzka aktorka filmowa.

## Życiorys
Hanna Alström urodziła się w Sztokholmie, w Szwecji. Zaczęła grać w Unga Teatern, gdy miała pięć lat, a później dołączyła do niej starsza siostra Sara. Teatrem kierowała wtedy Maggie Widstrand. Zagrała także kilka ról dziecięcych w Królewskim Teatrze Dramatycznym. Alström ukończyła gimnazjum św. Erika w Kungsholmen w Sztokholmie w 2000 roku. W 2003 roku rozpoczęła naukę w Akademii Teatralnej w Sztokholmie.
W latach 1999–2005 była związana ze szwedzkim aktorem Gustafem Skarsgårdem.

## Filmografia
- Bert jako ona sama (1994)
- Anmäld försvunnen jako Lena Ryd (1995)
- Skuggornas hus jako Betty (1996)
- I nöd och lust... jako Annika (1996)
- Vita lögner jako Magdalena Gren (1997)
- Aspiranterna jako Carita (1997)
- Skärgårdsdoktorn jako Siri Terselius (1998)
- Längtans blåa blomma jako Carolina Ekencrona (1998)
- Gull-Pian (1988)
- Sherdil jako Veronika (1999)
- Barnen på Luna jako Rebecka (2000)
- Nya tider jako Emilie (2002)
- Cleo jako Anja (2002)
- Fjorton suger (2004)
- Min frus förste älskare jako Elle (2006)
- En spricka i kristallen jako Louise (2007)
- Livet i Fagervik jako Ebba (2008)
- Kärlek 3000 jako Hanna (2008)
- Blomstertid jako Henrietta (2009)
- Knäcka jako Sjuksköterska (2009)
- Stockholm-Båstad jako Hanna (2011)
- En gång i Phuket jako Josefine (2011)
- Två herrars tjänare jako Clarice (2011)
- Bäst före jako Tina (2013)
- Farliga drömmar jako Cecilia Hallman (2013)
- Mig äger ingen jako Gertrud (2013)
- Äkta människor jako Petra (2013–2014)
- Welcome to Sweden jako Anna (2014)
- Joy jako Mamma Freja (2014)
- Tillbaka till Bromma jako Henrietta (2014)
- Kingsman: Tajne służby (Kingsman: The Secret Service, 2014)
- Kingsman: Złoty krąg (Kingsman: The Golden Circle, 2017)